# Poeciloneta theridiformis
Poeciloneta theridiformis là một loài nhện trong họ Linyphiidae.
Loài này thuộc chi Poeciloneta. Poeciloneta theridiformis được James Henry Emerton miêu tả năm 1911.